# Barbie Rockstar
Barbie Rockstar (Barbie and the Rockers: Out of This World) noto anche come Barbie and the Rock Stars, è uno speciale televisivo d'animazione del 1987 realizzato da DiC Entertainment e Saban Entertainment, e segna il debutto di Barbie alla sua prima apparizione animata.
Il soggetto è tratto dalla linea di bambole Barbie and the Rockers, che vedeva Barbie come leader di una rock band. Concepito come il pilota di una serie di fatto mai realizzata; lo speciale andò in onda in syndication come un film televisivo in due parti, seguito dal secondo episodio Barbie in viaggio nel tempo.

## Trama
Barbie e la sua rock band, amati in tutto il mondo, decidono di fare qualcosa che nessuno ha mai fatto prima: un concerto direttamente dallo spazio!

## Colonna sonora
1. Disco Dolly – Sharon Lewis, Mary Adams, Joanne Wilson e Sarah Jayson
2. (Shake Shake Shake) Shake Your Booty – KC & The Sunshine Band
3. Stayin Alive – Bee Gees
4. I'm Happy Just to Dance with You – Sharon Lewis
5. Do You Believe in Magic – Sharon Lewis
6. The Name Game – Sharon Lewis
7. Blockbuster Video Kids Commercial Song - Sharon Lewls
8. Disco Dolly – Sharon Lewis

## Distribuzione
Il film in Italia è stato distribuito in VHS nel settembre 1988 dalla Titanus con il titolo Barbie and the Rock Stars. Nel 2005 è stato distribuito in DVD dalla STORMOVIE e ne è uscita una riedizione nel 2007.

### Doppiaggio
| Personaggio           | Doppiatore originale | Doppiatore italiano |
| --------------------- | -------------------- | ------------------- |
| Barbie                | Sharon Lewis         | Georgia Lepore      |
| Ken                   | Michael Breyner      |                     |
| Dana Yeosan           | Mary Adams           | Manuela Cenciarelli |
| Ophelia "Diva" Butler | Sarah Jayson         | Serena Spaziani     |
| Dee Dee Schwitzerson  | Joanne Wilson        | Chiara Salerno      |
| Derek                 |                      | Giorgio Borghetti   |